# Комитет освобождения Черноморской губернии
Комитет освобождения Черноморской губернии (КОЧГ) — повстанческий комитет, созданный 1 декабря 1919 года эсерами и меньшевиками в Гаграх (территория Грузинской демократической республики) на съезде крестьян, поддержавших восстание зелёноармейцев в Черноморской губернии против власти Главнокомандующего вооруженными силами Юга России А. И. Деникина. Действовал до середины мая 1920 года. Командующим Повстанческой армией Черноморья в апреле-мае 1920 года был Е. С. Казанский. 

## История
На съезде в Гаграх была принята декларация, в которой говорилось: 

Мы вступили в борьбу с реакцией как самостоятельная третья сила — сила демократическая. Мы не сложим оружия до полной победы демократии. Мы отвергаем всякую диктатуру меньшинства над большинством, от кого бы эта диктатура ни исходила и какими бы конечными лозунгами она ни прикрывалась. Мы противопоставляем ей диктатуру демократии, то есть всего народа. Лишь в революционном сознании и воле трудового народа, в его самодеятельности и инициативе мы видим путь спасения гибнущей революции. Всякая диктатура меньшинства есть насилие над народом и борьба с ним. Одновременно бороться с народом и звать его на борьбу преступно и бесполезно. И мы, делегатский съезд черноморского крестьянства, для того, чтобы придать нашей борьбе с реакцией организованные формы и общероссийское значение, впредь до воссоединения с Всероссийской федерацией, постановляем: поставить ближайшей целью борьбы образование Черноморской республики с установлением федеративной связи с другими демократическими государственными образованиями для совместной с ними борьбы против реакции и за конечные цели — Российскую Федеративную Республику, которую мы мыслим как свободный союз свободных народов. За народовластие и социальные завоевания революции. 
Выбрать Комитет освобождения Черноморской губернии, ответственный перед крестьянским съездом. Означенный Комитет осуществляет всю полноту власти на территории Черноморской губернии по мере ее освобождения впредь до созыва чрезвычайного съезда. При наступлении более благоприятных условий Комитет освобождения должен созвать чрезвычайный крестьянско-рабочий съезд, который окончательно решит судьбу черноморской демократии…

Председателем КОЧГ стал эсер В. Н. Самарин-Филипповский. Политику КОЧГ определяли эсеры и меньшевики, среди которых особо выделялись Я.Г. Цвангер, Ф. Д. Ковалев-Сорокин, И. И. Рябов, В.А. Чайкин. КОЧГ, объявивший себя правительством Черноморской губернии, обратился к правительствам европейских государств с протестом против помощи Деникину и с предложением к большевикам отказаться от партийной диктатуры.
КОЧГ создал свои вооруженные силы — Крестьянское ополчение, которое возглавил Н. В. Воронович. Ополчение формировалось по территориальному принципу: Сочинский округ был разбит на двенадцать районов (волостей), в каждом из них был избран районный штаб из трех местных жителей, в основном бывших солдат. При каждом таком районном штабе было сформировано по две роты — первой и второй очереди. В первоочередную роту зачислялись местные молодые крестьяне, у которых имелось огнестрельное оружие, во второочередную роту — пожилые и безоружные. Все районные штабы были подчинены Главному штабу Крестьянского ополчения, от каждого района в него входило по одному представителю. Вооружение, снабжение, питание и денежные средства силам КОЧГ предоставляла Грузинская демократическая республика. Основу сил КОЧГ составили повстанцы, ушедшие из Сочи в Грузию в ходе восстания, поднятого против деникинцев в апреле 1919 года (около 700 человек). Штабные должности в ополчении занимали бывшие офицеры из социалистов и коммунистов, по тем или иным причинам оказавшиеся на территории Грузии. 
В Сочинском округе числилось до 2 тыс. ополченцев, но у ополчения было лишь 300 винтовок Мосина, 300 винтовок Бердана № 1 и 400 дробовых охотничьих ружей. Таким образом, оружия хватало лишь на около 40 % личного состава. 
В ночь с 27 на 28 января 1920 года повстанцы КОЧГ атаковали армейские гарнизоны Адлера, Мацесты, Хосты, Дагомыса, Мамайки и окраин Сочи, захватив значительное количество пленных, оружия, продовольствия и другого имущества. 3 февраля 1920 года деникинцы покинули Сочи. Они предложили КОЧГ послать делегатов в Новороссийск для подписания мирного соглашения. На переговоры в Новороссийск отправился сам глава сил КОЧГ Н. В. Воронович. Но поскольку на переговорах русские власти настаивали на безоговорочной капитуляции сил КОЧГ, давая им срок до утра 13 февраля, восстание продолжилось. 
13 февраля 1920 года повстанцы форсировали реку Шахе, и войска ВСЮР поспешно отступили к Туапсе. Таким образом, было завершено освобождение Сочинского округа от деникинцев, причем за все время боев потери повстанцев были весьма небольшими — 15 убитых и 35 раненых, в число которых входили и обмороженные во время перехода по заснеженным перевалам.
Силы КОЧГ за счёт бывших красноармейцев возросли и бои с деникинцами продолжились. К середине марта 1920 года силы КОГЧ, называвшие себя теперь Красной Армией Черноморья, были уже в 30 верстах от Екатеринодара, дойдя до линии Геленджик — Кабардинка. Одновременно против ВСЮР осуществлялась Кубано-Новороссийская операция РККА.
Однако в конце марта 1920 года командующий Центральным фронтом сил КОГЧ Черников снял свои части с выгодных оборонительных позиций на Гойтхском перевале и двинулся к Майкопу, открыв дорогу русским войскам на Туапсе и Новороссийск. Затем Черников увел своих ополченцев в горы, начав там партизанскую войну против РККА. Через полтора месяца он был пойман и по решению ревтрибунала был расстрелян, а его повстанцы перебрались в Грузинскую демократическую республику и снова поступили в распоряжение Н.В. Вороновича.
30 марта 1920 года председатель КОЧГ В. Н. Самарин-Филипповский созвал в Гаграх совещание, на котором присутствовал член Кубанского краевого правительства Иванис и товарищ председателя Верховного круга Дона, Кубани и Терека Мамонов. На совещании было заключено соглашение о том, что «войска Кубанского краевого правительства, вошедшие на территорию Черноморской губернии, не должны вмешиваться во внутреннюю жизнь края; все самоуправления крестьян и рабочих остаются неприкосновенными.». Тем не менее, в конце марта на границе Сочинского и Туапсинского округов между передовыми частями Кубанской армии, теснимыми с тыла силами РККА, и частями ополчения КОЧГ, произошло боевое столкновение. Из-за превосходства казаков в силах ополченцы были вынуждены отступать, и уже в первых числах апреля они оставили Сочи.
29 апреля 1920 года 34-я дивизия РККА очистила Сочи от казачьих войск. В середине мая 1920 года КОЧГ покинул свой штаб в горном селении Миге, планируя достичь соглашения с Советской властью. Однако Самарин-Филипповский спустя несколько дней был арестован, были также арестованы многие другие активисты КОЧГ. Командиры отрядов КОЧГ Блохнин и Верхоярный были расстреляны в Екатеринодаре, также были расстреляны воевавшие в ополчении КОЧГ бывшие офицеры Рощенко, Скобелев, Найда. Рядовые молодые бойцы ополчения КОЧГ были мобилизованы в РККА, а ополченцы старших возрастов были распущены по домам, причем ополченцам горных селений разрешили взять с собой винтовки. Воронович эмигрировал в Европу, а бежавшие в горы уцелевшие члены КОЧГ вновь начали формировать районные повстанческие штабы под командованием эсеров и офицерства для борьбы с Советской властью.